# Косматац
Косматац (мкд. Косматац) је насеље у Северној Македонији, у северном делу државе. Косматац припада општини Куманово.

## Географија
Косматац је смештен у северном делу Северне Македоније. Од најближег града, Куманова, село је удаљено 20 km југоисточно.
Насеље Косматац се налази у историјској области Средорек. Село је смештено на северозападним падинама планине Манговице, на приближно 410 метара надморске висине. Западно од насеља пружа се поље.
Месна клима је континентална.

## Становништво
Косматац је према последњем попису из 2002. године имао 41 становника.
Већинско становништво у насељу су етнички Македонци (100%).
Претежна вероисповест месног становништва је православље.